# Aaryn Doyle
Aaryn Élan Doyle née le 4 janvier 1993 à Oakville, au Canada, est une actrice canadienne qui co-stars dans le rôle de Lola Scott dans le film Camp Rock avec des acteurs Demi Lovato et les Jonas Brothers avec sa chanson solo What It Takes.
Doyle est également connue pour les voix de Pansy dans Miss Spider, et Louna dans Les Sauvetout. Doyle a été signé avec Ford Models à l'été 2008.

## Filmographie
- 2005 : Canadian Idol (CTV)
- 2006 : The Save-Ums
- 2007 : Canadian Songwriters Hall of Fame (CBC)
- 2007 : La Petite Mosquée dans la prairie (Little Mosque on the Prairie) (CBC)
- 2008 : Tomboy
- 2008 : Miss Spider
- 2008 : Friends and Heroes
- 2008 : ET Canada (Global)
- 2008 : Camp Rock